# Atule mate
Atule mate är en fiskart som först beskrevs av Cuvier, 1833.  Atule mate ingår i släktet Atule och familjen taggmakrillfiskar. Inga underarter finns listade.

## Bildgalleri

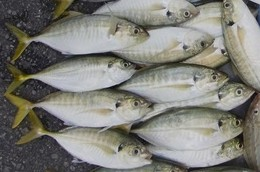
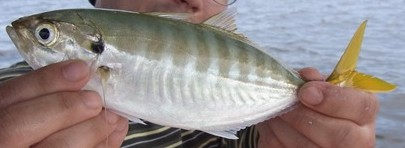
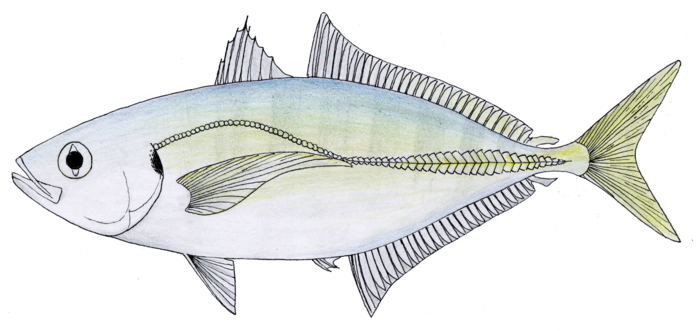
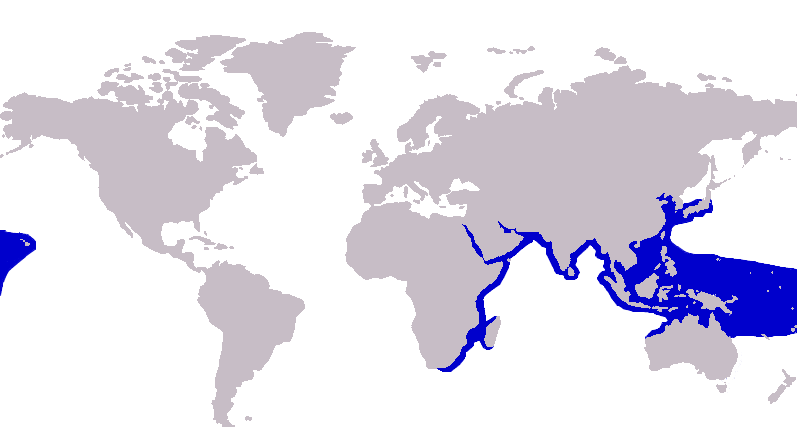
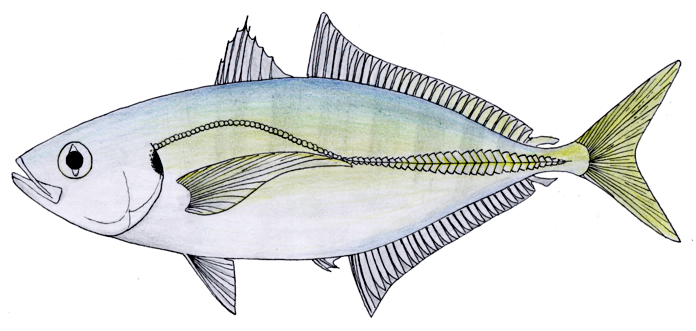